# Time (Rod Stewart)
Time è il ventinovesimo album in studio del cantautore britannico Rod Stewart, pubblicato nel 2013.
Nel Regno Unito a fine 2013 è risultato il settimo album più venduto dell'anno.

## Tracce
1. She Makes Me Happy (Rod Stewart, Chuck Kentis, Don Kirkpatrick, Conrad Korsch, David Palmer, Paul Warren) – 3:44
2. Can't Stop Me Now (Rod Stewart, Kevin Savigar) – 4:26
3. It's Over (Rod Stewart, Kevin Savigar, John 5) – 4:19
4. Brighton Beach (Rod Stewart, Jim Cregan) – 4:25
5. Beautiful Morning (Rod Stewart, Kevin Savigar, Chuck Kentis, Don Kirkpatrick, Conrad Korsch, David Palmer, Paul Warren) – 3:58
6. Live the Life (Rod Stewart, Chuck Kentis, Don Kirkpatrick, Jessica Rousseau) – 4:26
7. Finest Woman (Rod Stewart, Kevin Savigar, Emerson Swinford) – 3:54
8. Time (Rod Stewart, Kevin Savigar, Emerson Swinford) – 4:26
9. Picture in a Frame (Tom Waits, Kathleen Brennan) – 2:53
10. Sexual Religion (Rod Stewart, Kevin Savigar) – 4:45
11. Make Love to Me Tonight (Rod Stewart, Chuck Kentis, Don Kirkpatrick, Conrad Korsch, David Palmer, Paul Warren) – 3:44
12. Pure Love (Rod Stewart, Kevin Savigar) – 5:10

Tracce esclusive UK e iTunes
1. Corrina Corrina (Traditional) – 3:26
2. Legless (Rod Stewart, Chuck Kentis, Don Kirkpatrick, Conrad Korsch, David Palmer, Paul Warren) – 3:50
3. Love Has No Pride (Eric Kaz, Libby Titus) – 4:04

## Classifiche
| Classifica (2013) | Posizione raggiunta |
| ----------------- | ------------------- |
| Canada            | 4                   |
| Irlanda           | 3                   |
| Regno Unito       | 1                   |
| Stati Uniti       | 7                   |